# Ligue de soccer élite du Québec
La Ligue de soccer élite du Québec (LSÉQ) est le principal circuit compétitif de soccer amateur au Québec. Elle est organisée et supervisée par la Fédération de soccer du Québec. Elle représente le plus fort niveau de soccer joué régulièrement au Québec, à l'exception de l'Impact de Montréal, équipe professionnelle, et des équipes semi-professionnelles de l'Attak de Trois-Rivières, de l'Amiral SC de Québec et des Comètes de Laval.

## Organisation
La ligue offre les catégories Senior masculin (deux divisions), Senior féminin, U-18 masculin et féminin, U-16 masculin et féminin, U-15 masculin et féminin, et U-14 masculin et féminin. En 2007, chaque division compte de 7 à 12 équipes, et il y a 100 équipes au total.
Le calibre de la LSÉQ est identifié comme « AAA », c'est-à-dire le niveau le plus élevé au Québec. Le calibre « AA » correspond aux ligues régionales, et le calibre « A » aux ligues récréatives ou locales.
La saison se déroule de début mai à fin septembre, et est suivie par des séries éliminatoires qui se déroulent en octobre et qui déterminent le champion du Québec dans chaque catégorie. Cependant, les champions de catégories n'ont plus de chances, depuis 2007, de représenter le Québec en Championnat canadien des clubs, cet honneur revenant au vainqueur de la Coupe du Québec Saputo AAA.

## Promotion et relégation
À partir de 2007, les équipes qui participent à la catégorie U-14 sont choisies selon les résultats des championnats U-13 joués l'année précédente dans différentes régions du Québec.
Dans la catégorie senior, les équipes qui terminent aux deux derniers rangs peuvent être remplacées par les équipes ayant remporté l'or ou l'argent en Coupe du Québec AA, selon les résultats des matchs de barrage et si des conditions d'admissibilité sont respectées.

## Histoire
La LSÉQ a été formée en 1992 par le regroupement de quelques ligues régionales, principalement de la région de Montréal.